# Gunter Prus
Gunter herbu Prus (zm. 1232 w Wiedniu)  – biskup płocki w 1223 i w latach 1227–1232, wcześniej kanonik płocki.

## Historia
Gunter herbu Prus, kanonik i dziekan płocki. Po raz drugi został wybrany po śmierci Jana I Gozdawity przed 21 październikiem 1227 r. Uzyskał przywileje w diecezji od księcia Konrada Mazowieckiego, współpracował w zakładaniu zakonu Braci Dobrzyńskich. Zdecydowany przeciwnik Krzyżaków. Wystąpił zbrojnie przeciwko Prusom. Zmarł w Wiedniu i tam został pochowany w czasie podróży do Rzymu.
Jako elekt płocki wziął udział w wiecu książąt i biskupów w Gąsawie w listopadzie 1227 roku. 
Według Encyklopedii Powszechnej S. Orgelbranda – Gunter, kanonik płocki, obrany 1223 r. biskupem płockim, przez skromność ustąpił stolicy biskupiej Janowi herbu Poraj. Po zgonie tego ostatniego obrany powtórnie 1227 r. zasiadł na stolicy biskupiej aż do śmierci w 1232 r. Sam wojował z sąsiadami swymi pogańskimi Prusakami. Później doradził Konradowi, ks. mazowieckiemu przywołać Krzyżaków i osadzić ich w ziemiach polskich.

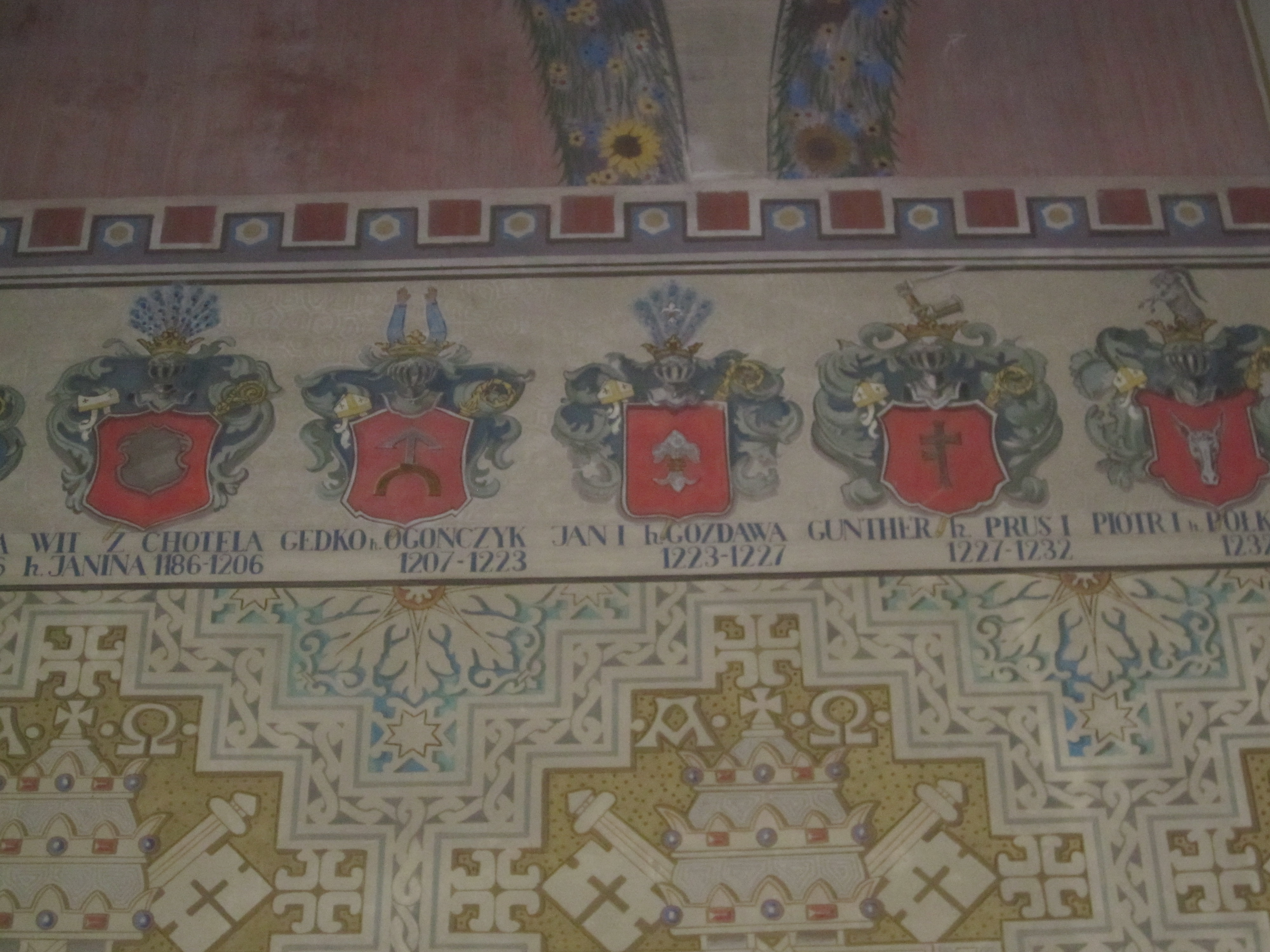
Herb biskupa Gunter Prus z Bazyliki katedralnej Wniebowzięcia Najświętszej Maryi Panny w Płocku

Według Herbarza Polski Kaspra Niesieckiego – Gunter biskup Płocki, z kanonika tegoż miejsca, na tę godność zgodnie od kapituły obrany, i potwierdzony od arcybiskupa Gnieźnieńskiego w r. 1227. pomogła  mu do tego siła jego modestya, z której lubo miał wielką cześć kanoników po sobie do tej infuły, przecież dla zgody, ustąpił jej był swemu antecessorowi Janowi. Ten widząc w jakiej oppressyi była jego dyecezya, od Prusaków na ten czas Poganów, gdy najeżdżali kraje tamte, i złupiwszy ze wszystkiego, ludzi jednych zabijali, drugich w niewolę zabierali, a co największa, że Konrad książę Mazowiecki, prawie się tem nic wzruszał na obronę poddanych swoich, choć się to w oczach jego działo; zebrawszy cos ludzi biskup, zdolnych do boju, mniejszemi potyczkami, wsciągnąwszy Prusaków rozboje, zamek Dzierzgowski, z którego najbardziej wycieczki czynili do księztwa Mazowieckiego, spędziwszy ztamtąd poganów, ludźmi swemi osadził; a żeby był i na potem drogę podobnych łotrostwom  zagrodził, pochopem był Konradowi  książęciu, aby był Krzyżaków, z Syryi  niedawno od Saracenów rugowanych, sprowadził do Prus, co gdy się stało, biskup tymże Krzyżaków, wieś do stołu swego należącą w Chełmińskiej ziemi i z wyspą, nadał. Kościół też swój niemniej świętobliwie rządził przez pięć lat, aż jadąc w interesie duchownym do Rzymu, w Wiedniu przeszedł na wieczny spokój, w roku 1232. ciało jego tamże pogrzebiono. Łubieński, Długosz in Vitis Epise. Płocen.